# Kodeks Magliabecchiano

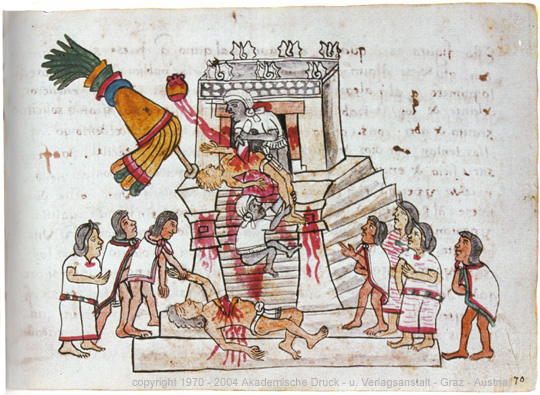
Fragment strony z Kodeksu Magliabecchiano – ofiara dla boga Huitzilopochtli

Kodeks Magliabecchiano – dokument średniowieczny opisujący kalendarz aztecki oraz święta religijne.

## Opis
Kodeks Magliabecchiano, znany również jako Kodeks Magliabechi lub Kodeks Magliabecchi, powstał w połowie XVI wieku, prawdopodobnie w 1553 w Tenochtitlán i oparty jest na wcześniejszym nieznanym dokumencie. Podzielony został na sześć sekcji i przedstawia głównie nazwy i opis 18 miesięcy z 360 dniowego roku solarnego, opis cykli 20 miesięcy po 13 dni zwany Tonalpohualli (Tonalamatl) oraz charakteryzuje 18 miesięcznych świąt w 52 letnim cyklu, różne bóstwa pulque, regionalne obrzędy religijne, stroje i wiarę kosmologiczną. Kodeks składa się z 92 stron europejskiego papieru, zapisany po obu stronach każdej strony w języku hiszpańskim, ozdobiony licznymi rysunkami.
Kodeks Magliabecchiano należy do grupy kodeksów o tej samej nazwie w skład której wchodzą również: Kodeks Tudela, Kodeks Ixtlilxochitl i Kodeks Veitia.

## Historia
Kodeks Magliabecchiano swoją nazwę zawdzięcza Antonio Magliabecchi (1633 – 1714), włoskiemu kolekcjonerowi i bibliotekarzowi Wielkiego Księcia Toskanii we Florencji. Jego zbiory liczące ponad 50 000 książek i rękopisów zostały przekazane pod koniec jego życia do Biblioteki Narodowej we Florencji. Tam, pod koniec XIX wieku, Kodeks Magliabecchiano został ponownie odkryty przez archeologa Zelia Nuttall. Ona jako pierwsza opublikowała w 1903 dzieło zawierający kodeks. Nattull badając rękopis odkryła kilka niekompletnych notatek w języku hiszpańskim obok oryginalnych znaków pisma azteckiego co utrwaliło ją w przekonaniu, iż manuskrypt powstał ok. roku 1529.
Obecnie manuskrypt znajduje się w Bibliotece Narodowej we Florencji.